# 瓦葺 (上尾市)
瓦葺（かわらぶき）は、埼玉県上尾市の大字。郵便番号は362-0022。
市の統計などでは原市地区で分類されている。面積は2.3169 km2で上尾市の町・字では大字平方・大字原市に次いで広い。
本項では同地域にかつて存在した瓦葺村（かわらぶきむら）についても記す。

## 地理
埼玉県の中央地域（県央地域）で、上尾市南東端の大宮台地上に位置する。西で原市に、南でさいたま市見沼区東大宮に、東で同区丸ヶ崎・丸ヶ崎町に、北で蓮田市大字馬込・大字蓮田や北足立郡伊奈町大字小室・栄に隣接する。地内を東北本線（宇都宮線）が縦断するが、駅は設置されていない（近隣に東大宮駅が所在）。また、国道16号東大宮バイパスが横断している。直下には綾瀬川断層が所在する。北部の綾瀬川周辺を除き市街化区域で主に第一種低層住居専用地域（原市団地周辺や尾山台団地は第一種中高層住居専用地域、東北本線沿線は第一種住居地域、大宮栗橋線や国道16号沿いは準住居地域）に指定されている。北部の市街化調整区域には学校や斎場、調整池などの公共施設や物流施設が立地する。
地内の尾山台団地周辺に尾山台遺跡（県遺跡番号：14-025）や秩父山遺跡（県遺跡番号：14-011）など多くの縄文遺跡があり、住居跡やピットなどの遺構や土器や石器などの遺物が発掘されている。

### 河川
- 綾瀬川
- 原市沼川
- 見沼代用水
- 見沼代用水東縁
- 見沼代用水西縁
- 尾山台都市下水路[7]
- 瓦葺都市下水路

### 小字
下記以外にも『新編武蔵風土記稿』には「高際」・「原」・「谷ノ入」の記載があるが現在の場所を特定できない。また、「前原」・「稲荷八ッ山」・「中耕」・「山中」・「稲荷宮田」・「坂上」・「坂下」は下瓦葺村に属していた。
- 古河[8][9]
- 堤外
- 大島
- 秩父山
- 梶ヶ谷戸
- 氷川脇
- 西原[注釈 1]
- 宿前
- 狢谷[注釈 2]
- 河田前[注釈 3]
- 新堀付
- 西原前
- 荒神前
- 前原
- 稲荷八ッ山
- 中耕[注釈 4]
- 山中
- 稲荷宮田[注釈 5]
- 坂上
- 安中
- 西谷古溜[注釈 6]
- 尾山
- 坂下

### 地価
住宅地の地価は2019年（平成31年）1月1日の公示地価によれば瓦葺字稲荷八ツ山2131番5の地点で10万5000円/m2となっている。

## 歴史

### 沿革
もとは江戸期より存在した武蔵国足立郡南部領に属する瓦葺村であった。
村の規模は上瓦葺村は東西7町南北17町余、下瓦葺村はおよそ東西3町南北4町程（本瓦葺村は不明）で、戸数は化政期では本瓦葺村は6軒、上瓦葺村は50軒余、下瓦葺村は50軒余であった。村高は正保年間の『武蔵田園簿』では瓦葺村として603石余（田359石余、畑244石余）、『元禄郷帳』によると上瓦葺村として308石余、下瓦葺村として264石余（本瓦葺村は不明）、『天保郷帳』によると本瓦葺村として67石余、上瓦葺村として306石余、下瓦葺村として265石余であった。見沼代用水の開削の際に上瓦葺村には見沼通船の瓦葺河岸と称される河岸場が設けられ、江戸に物資を運ぶ拠点となっていた。
農産物の一大産地であったようで、1875年（明治8年）の農業産物高は武蔵国郡村誌によると米243.32石、大麦365.5石、小麦42.5石、大豆38.25石、小豆4.5石、栗7.5石、稗17.5石、蕎麦1.83石、甘藷6320貫、里芋2400貫、菜種2832貫、大角豆4.5石、荏6.7石、胡麻3.25石、大根1000貫、人参40貫、薯蕷440貫、百合根160貫、柿440貫と実に多様な農産物が生産されていた。
- はじめ幕府領。1612年（慶長17年）より知行は旗本林氏[14][注釈 8]。
- 正保・元禄年間頃 - 上瓦葺村・本瓦葺村・下瓦葺村に分村[14][18][11]。
- 上瓦葺村は正保年間（1645年〜1648年）より幕府領となり、のちに知行は旗本小川・伏見・阿部3氏による相給となる[8][19]。なお、持添新田は幕府領で、検地は1731年（享保16年）に実施[11]。
- 下瓦葺村は正保年間は幕府領、1698年（元禄11年）より旗本前田氏の知行地となる[8][20]。
- 本瓦葺村は正保年間は幕府領、1707年（宝永4年）より旗本金森氏の知行地となる[8][21]。
- 1728年（享保13年）3月 - 同年2月に完成した見沼代用水およびその東縁と西縁の通水が開始される。綾瀬川との交差地点には瓦葺掛樋（現、瓦葺伏越）が設置される[22]。
- 幕末時点では足立郡に所属し、知行は幕府領（大竹左馬太郎支配所管轄[注釈 9]）および旗本阿部主税・伏見猪之助・小川源之進の相給（上瓦葺）、および旗本前田欽次郎（下瓦葺）および旗本金森監物（本瓦葺）[23]。
- 1868年（慶応4年）6月19日 - 武蔵知県事・山田政則（忍藩士）の管轄となる。
- 1869年（明治2年）
  - 1月13日 - 武蔵知県事・宮原忠英の管轄区域に大宮県を設置。県庁は東京府馬喰町に置かれる。
  - 9月29日 - 県庁が浦和に置かれ浦和県に改称。
  - 12月2日 - この日までに旗本領が上知され、浦和県の管轄となる（府藩県三治制も参照）。
- 1870年（明治3年） - 下瓦葺村地内の観音寺（新義真言宗、京都智積院末）が廃寺となる[24]。
- 1871年（明治4年）11月13日 - 第1次府県統合により埼玉県の管轄となる。
- 1872年（明治5年）3月 - 大区小区制施行により第19区に属す[25][26]。
- 1874年（明治7年）12月28日 - 上瓦葺村・本瓦葺村・下瓦葺村が合併して瓦葺村となる[18][14]。
- 1879年（明治12年）3月17日 - 郡区町村編制法の埼玉県での施行により北足立郡の所属となる。郡役所は浦和宿に設置。
- 1884年（明治17年）7月14日 - 連合戸長役場制により成立した原市町連合に属す。連合戸長役場は原市町に設置[27]。
- 1885年（明治18年）7月16日 - 地区内に日本鉄道第二区線（後の東北本線）が開通する[28]。この期を境に機関車からの飛び火による沿線火災や小火が多発するようになり、瓦葺も1911年（明治44年）4月1日に農家を全焼させる火災が相次ぐなど例外ではなかった[28]。
- 1889年（明治22年）4月1日 - 町村制施行により、北足立郡瓦葺村が単独で自治体を形成[14]。大字はなし。原市町と原市町外1ヶ村組合を結成し、組合役場を同町に設置。

鉄製の瓦葺掛樋

- 1908年（明治41年） - 地内の瓦葺掛樋が上部工が鉄製、下部工が煉瓦製に改修される。
- 1910年（明治43年）8月 - 地内の見沼代用水や綾瀬川流域で洪水被害（所謂明治43年の大水害）が発生する。水田が広範囲に冠水し、瓦葺掛樋が破壊される[29]。
- 1913年（大正2年）4月2日 - 原市町外1ヶ村組合を解消し、原市町に編入。瓦葺村は廃止となり、原市町の大字瓦葺となる[30]。
- 1955年（昭和30年）1月1日 - 町村合併促進法の施行に伴い、原市町が上尾町・平方町・大谷村・大石村・上平村と合併して新たな上尾町が発足し[30]、上尾町の大字となる。
- 1956年（昭和31年）1月1日 - 岩槻市の一部（馬込の一部）が蓮田町に編入されたことにより[31]、岩槻市と隣接しなくなる。
- 1958年（昭和33年）7月15日 - 上尾町が市制施行して上尾市となり、上尾市の大字となる[30]。
- 1961年（昭和36年） - 地内の瓦葺掛樋が伏越に改造される[32]。
- 1965年（昭和40年）8月 - 地内で尾山台遺跡が発掘され記録保存される。現地調査は8月6日より行なわれ、発掘調査は9月25日から10月15にかけて行なわれた。静岡県の登呂遺跡よりも大規模な遺跡であった[33][34]。縄文式土器や弥生〜平安期の古代住居跡などが発掘される。60以上纏まった住居跡の発見は全国初。また、大型重機を使用しての発掘も全国初。調査費用は日本住宅公団（後の住宅・都市整備公団、現都市再生機構）が負担したが、これも全国初のケースである[注釈 10]。ヘリコプターを使用した空撮は埼玉県では初である。
- 1966年（昭和41年） - 日本住宅公団が地内の山林や畑地を造成して原市団地が建設され、11月より入居が開始される[35]。
- 1967年（昭和42年）
  - 月日不明 - 地内に「尾山台幼稚園」および「原市文化幼稚園」（現、原市文化認定こども園）が開園（認可）する[36]。
  - 1月 - 日本住宅公団により地内の尾山台遺跡の場所に尾山台団地が建設され、1月に一部の側溝などを残して完成、2月15日より入居が開始される[35]。尾山台遺跡の「すみ丸方形式」古代住居跡など遺跡の一部が団地の敷地内に残され、全国初の「遺跡のある団地」である[37]。また、団地内に市役所尾山台出張所が開設される[38]。
  - 4月1日 - 地内に原市小分教場として発足され[37]、建設された上尾市立尾山台小学校が開校する[39]。
  - 4月 - 地内に「尾山台保育所」が開所する[38]。
  - 9月 - 地内に大宮栗橋線（現埼玉県道3号さいたま栗橋線）が開通する[40]。
- 1970年（昭和45年） - 大字瓦葺の一部を大字原市に編入する[14]。
- 1973年（昭和48年）12月 - 地内に「かわらぶき保育所」が開所する[38]。
- 1975年（昭和50年）4月1日 - 地内に上尾市立瓦葺小学校が開校する[41]。
- 1976年（昭和51年）4月1日 - 地内に上尾市立瓦葺中学校が開校する。

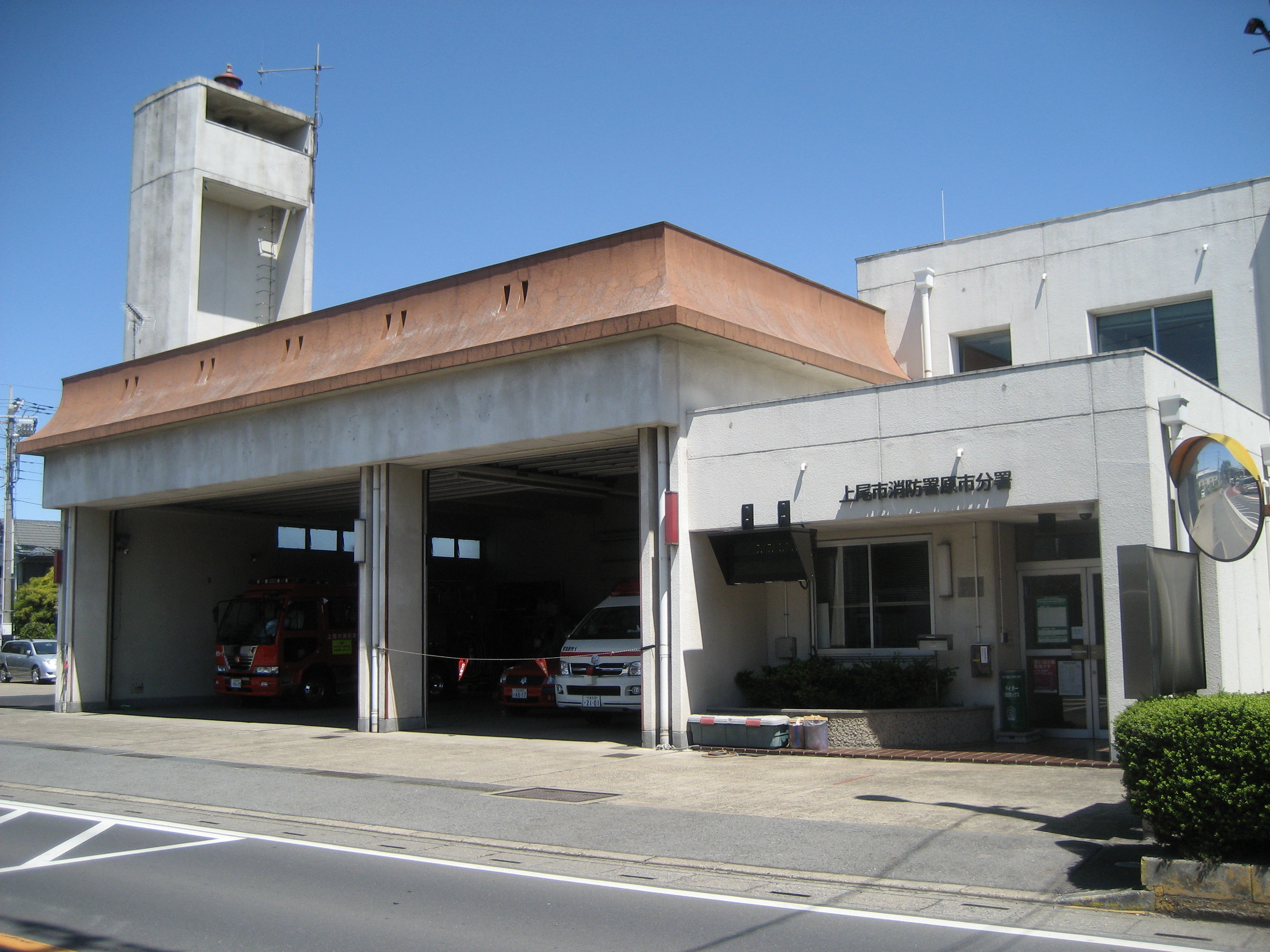
東消防署原市分署

- 1979年（昭和54年）4月1日 - 地内に上尾市消防本部東分署（現、東消防署原市分署）を開設する。
- 1981年（昭和56年）4月 - 地内に国道16号東大宮バイパスが開通する。
- 1987年（昭和62年）5月 - 地内に上尾市図書館瓦葺分館を開設する。
- 1991年（平成3年） - 埼玉合口二期事業により地内の見沼代用水（東縁・西縁）が改修され、それによって生じた用地に「緑のヘルシーロード」が整備される[42]。
- 1999年（平成11年）11月 - 地内の「尾山台保育所」が「かわらぶき保育所」に統合する[38]。
- 2003年（平成15年）11月 - 地内に上尾伊奈斎場つつじ苑が建設され、開場する[38]。
- 2009年（平成21年） - 地内に「前原公園」が同年度までに整備される[43]。
- 2011年（平成23年）9月16日 - 瓦葺東部都市区画整理事業の完成に伴い換地処分が実施される[44]。
- 2012年（平成24年）4月1日 - 地内に「瓦葺ふれあい広場」が2011年度までに整備され[43]、オープンする[45]。
- 2017年（平成27年）11月17日 - 地区東端に所在する「瓦葺掛樋跡」が市の史跡に指定される[22]。

## 世帯数と人口
2017年（平成29年）10月1日現在（上尾市発表）の世帯数と人口は以下の通りである。
| 大字 | 世帯数    | 人口     |
| ---- | --------- | -------- |
| 瓦葺 | 7,364世帯 | 16,418人 |

## 小・中学校の学区
市立小・中学校に通う場合、学区（校区）は以下の通りとなる。
| 番地 | 小学校               | 中学校             |
| --- | -------------------- | ------------------ |
| 1〜296番地、364〜460番地、472〜1184番地、1254〜1264番地、1267〜1336番地 1339〜1399番地、1401番地、1405番地、1450〜1454番地、2455〜2456番地 2459番地2〜2498番地、2500番地、2518〜2519番地、2522〜2524番地 2529〜2631番地、2634〜2715番地、2716番地（尾山台団地） 2716番地1〜2778番地、2780〜2785番地 | 上尾市立尾山台小学校 | 上尾市立瓦葺中学校 |
| 297〜363番地、461〜471番地、1769〜1774番地、1776番地3〜2454番地 2457番地〜2459番地1、2499番地、2501〜2517番地、2520〜2521番地 2525〜2528番地、2632〜2633番地、2779番地、2786番地〜最後 | 上尾市立瓦葺小学校   | 上尾市立瓦葺中学校 |
| 1192〜1253番地、1265〜1266番地、1337〜1338番地、1400番地、1402〜1404番地 1406〜1449番地、1455〜1768番地、1775番地1〜1776番地2 | 上尾市立原市南小学校 | 上尾市立原市中学校 |

## 事業所
2021年（令和3年）現在の経済センサス調査による事業所数と従業員数は以下の通りである。
| 大字 | 事業所数  | 従業員数 |
| ---- | --------- | -------- |
| 瓦葺 | 204事業所 | 2,815人  |

## 交通

### 鉄道
東日本旅客鉄道（JR東日本）東北本線（宇都宮線）が地内を通過するが、駅は設置されていない。隣接するさいたま市見沼区東大宮に所在する東大宮駅が最寄り駅で、瓦葺字稲荷八ツ山2131番地5の地点からおよそ1.4 km離れている。

### 道路
- 国道16号
  - 東大宮バイパス
- 埼玉県道3号さいたま栗橋線
- 緑のヘルシーロード - 見沼代用水（東縁・西縁）沿いの自転車歩行者専用道路。

### バス
東武バスウエスト大宮営業事務所 大宮営業事務所
- 東大11：東大宮駅 - 新堀 - 尾山台小学校 - 原市団地北口 - 診療所（原市団地循環）
- 東大11：東大宮駅 → 新堀 → 尾山台小学校 → 原市団地北口 → 診療所（深夜バスを運行）
- 東大11：東大宮駅 → 新堀 → 尾山台小学校 → 原市団地北口 → 原市団地中学校入口（深夜バスを運行）
- 東大12：東大宮駅 - 新堀 - 尾山台団地 - 尾山台小学校（尾山台団地循環）

地区内は「団地入口」、「氷川神社」、「秩父山」、「尾山台小学校」、「尾山台小学校東」、「尾山台団地北」、「尾山台団地」、「尾山台団地センター」、「尾山台団地南」バス停留所が設置されている。
朝日自動車 菖蒲営業所
- 上尾駅東口 - 尾山台団地 - 東大宮駅

地区内は「団地入口」、「氷川神社」、「秩父山」、「尾山台小学校」、「尾山台団地センター」、「尾山台団地南」バス停留所が設置されている（東武バスと重複）。
上尾市コミュニティバス「ぐるっとくん」
- 原市瓦葺線

地区内は「団地入口」、「氷川神社」、「秩父山」、「溜橋」、「尾山台小学校」、「瓦葺九区」、「瓦葺保育所前」、「稲荷八津山、「尾山台出張所前」、「瓦葺ふれあい広場」バス停留所が設置されている。

## 地域

### 町内会
- 原市第七区[51]
- 原市第八区
- 原市第九区
- 尾山台団地自治会

### 寺社・史跡
- 瓦葺氷川神社
- 瓦葺稲荷神社・八幡神社
- 楞厳寺[52]
- 瓦葺掛樋跡[22]（掛樋史跡公園）

### 公園・緑地
- 瓦葺掛樋史跡公園[53] - 瓦葺掛樋跡に隣接
- 瓦葺ふれあい広場[54] - 指定緊急避難場所（地震）に指定[55]。
- 見沼代用水 西縁北側広場
- かわらぶき公園（街区公園[56]） - 指定緊急避難場所（地震・洪水）に指定。
- 稲荷八ツ山公園
- 末広公園
- むじなや公園（街区公園） - 指定緊急避難場所（地震）に指定。
- むじなや第一公園
- むじなや第二公園
- 秩父山公園
- 西原公園
- 尾山公園
- 虹の葉公園
- 前原公園 - 指定緊急避難場所（地震・洪水）に指定。
- 尾山台団地5街区広場 - 指定緊急避難場所（地震・洪水）に指定。

### 施設
- 尾山台団地
- 原市団地（一部）
- 上尾市役所 尾山台出張所
- 上尾市消防本部原市分署
- 上尾尾山台郵便局
- 上尾市図書館瓦葺分館
- 上尾市立瓦葺小学校 - 指定緊急避難場所（地震・洪水）、指定一般避難所に指定[55]。
- 上尾市立尾山台小学校 - 指定緊急避難場所（地震）、指定一般避難所（地震のみ）に指定。
- 上尾市立瓦葺中学校 - 指定緊急避難場所（地震）、指定一般避難所（地震のみ）に指定。
- 尾山台幼稚園
- 原市文化認定こども園（旧原市文化幼稚園）
- 上尾市立かわらぶき保育所
- 上尾たいよう保育園
- 葺きの里老人ホーム - 福祉避難所に指定[55]。
- 原市第七区会館
- 瓦葺自治会館（原市第八区会館として兼用）
- 瓦葺九区自治会館
- 瓦葺伏越
- 東大宮ニュータウン調節池[7]
- 上尾市大島調節池
- 上尾伊奈斎場つつじ苑